# Präsidentschaftswahl in den Vereinigten Staaten 1944
Die 40. Präsidentschaftswahl in den Vereinigten Staaten wurde am 7. November 1944, während der Endphase des Zweiten Weltkrieges, abgehalten. Bedingt durch diese außergewöhnliche Weltlage entschied sich der amtierende Präsident Franklin D. Roosevelt zur Kandidatur für eine nie dagewesene vierte Amtszeit. Ohne innerparteiliche Opposition sicherte er sich die Nominierung der Demokraten und besiegte bei der eigentlichen Wahl seinen republikanischen Herausforderer Thomas E. Dewey in einer klaren Entscheidung.

## Ausgangslage
Franklin D. Roosevelt regierte 1944 bereits länger als jeder andere Präsident vor oder nach ihm (die verfassungsrechtliche Begrenzung auf zwei Amtszeiten wurde als Reaktion darauf 1951 eingeführt, zuvor hatten in der vom ersten Präsidenten George Washington bei der Präsidentschaftswahl 1796 gegründeten Tradition zweifach gewählte Präsidenten stets auf eine dritte Amtszeit verzichtet). Nach den erdrutschartigen Wahlerfolgen 1932 und 1936 waren seine ersten beiden Amtsperioden von Wirtschafts- und Sozialreformen im Rahmen des New Deal geprägt, die auf eine Überwindung der Großen Depression abzielten. Nach Ausbruch des Zweiten Weltkrieges in Europa 1939 und der sich zuspitzenden Situation im Jahr 1940, entschied sich Präsident Roosevelt für eine Bewerbung um eine dritte Amtszeit. Im November des Jahres wurde er dann als einziger Präsident mit klarer Mehrheit ein drittes Mal gewählt. Die Innenpolitik rückte weitestgehend in den Hintergrund und nach dem Angriff auf Pearl Harbor im Dezember 1941 traten die USA endgültig in den Zweiten Weltkrieg ein, nachdem bereits seit Frühjahr Kriegsgüter an Großbritannien und die Sowjetunion geliefert worden waren. Spätestens im Laufe des Jahres 1944 zeichnete sich ein Sieg der Alliierten über das Dritte Reich und im Pazifikkrieg ab. Die Kriegsjahre waren innenpolitisch durch ein rasantes Wirtschaftswachstum geprägt, womit das Land die Große Depression endgültig überwand.

## Kandidaten

### Demokraten
Demokratische Kandidaten:

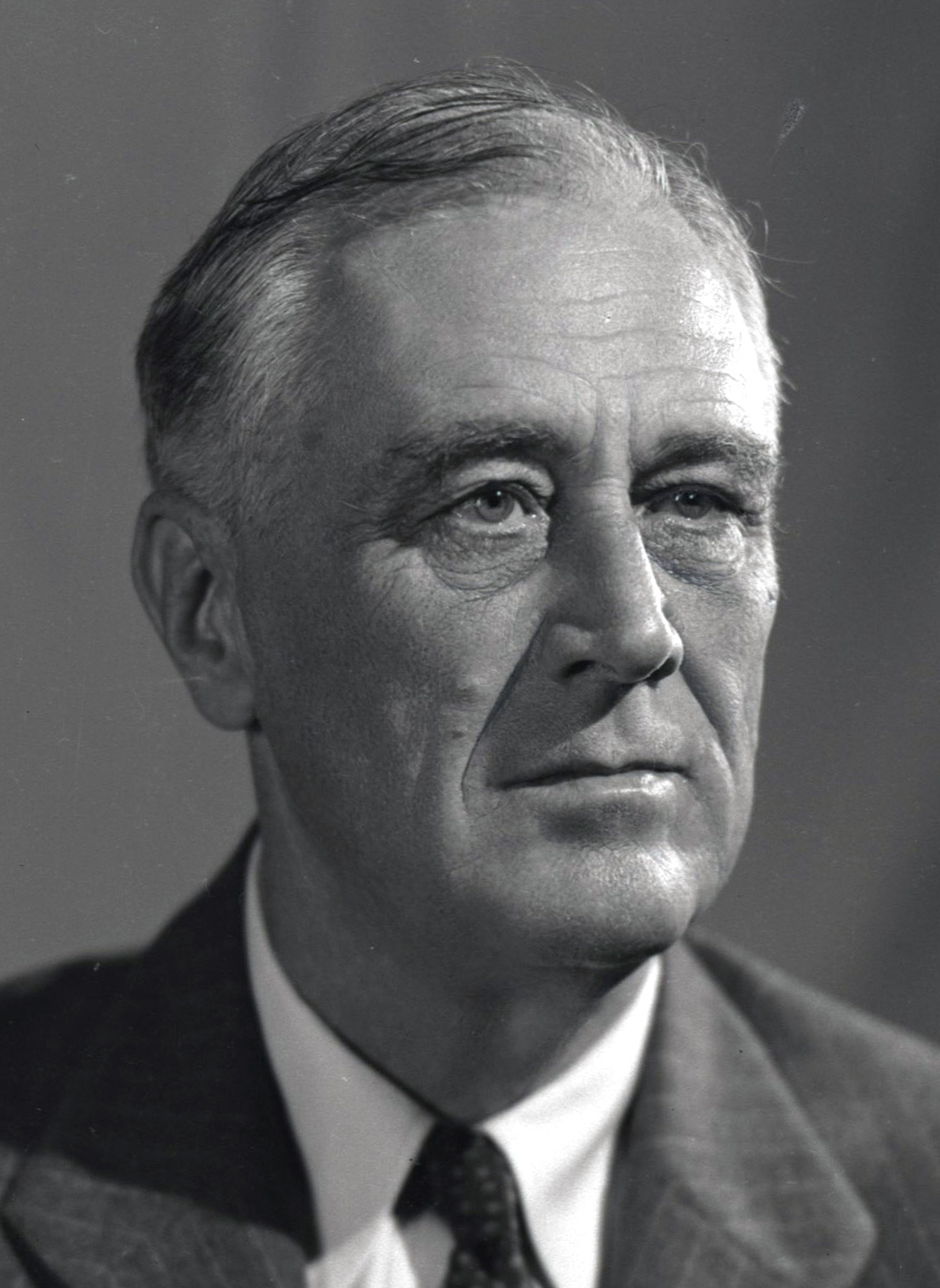
Präsident Franklin D. Roosevelt

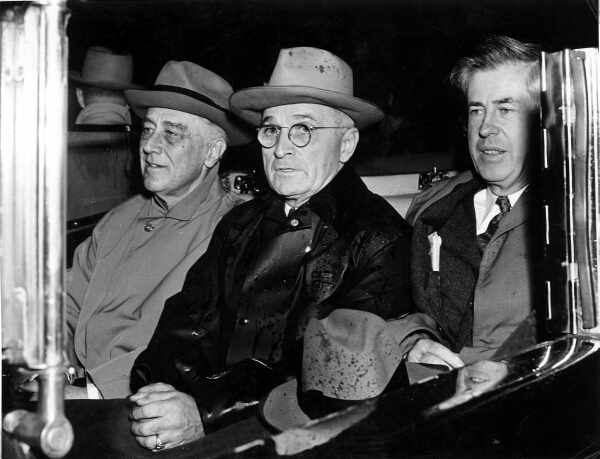
Präsident Franklin D. Roosevelt (links hinten), Harry S. Truman als gewählter Vizepräsident (mittig) und der scheidende Vizepräsident Henry A. Wallace (rechts) nach der Wahl im November 1944

Als Kriegspräsident war Roosevelt sowohl an der demokratischen Parteibasis als auch der Bevölkerung weiterhin populär. Aufgrund der weltpolitischen Situation gab es, trotz Gerüchten um seinen angegriffenen Gesundheitszustand, anders als zur Wahl 1940 keine Zweifel über seine erneute Kandidatur. Obwohl es innerhalb des konservativen Parteiflügels aus dem Süden vereinzelt Bedenken gegen Roosevelts progressive Innenpolitik gab, war ihm die Nominierung ohne Opposition gesichert.
Außergewöhnlich hohe Beachtung fand die Auswahl des demokratischen Vizepräsidentschaftskandidaten. Innerhalb der Parteiführung war Unmut über den bisherigen Amtsinhaber Henry A. Wallace laut geworden, der als zu linkslastig und unberechenbar galt. Obwohl der sich verschlechternde Gesundheitszustand Roosevelts öffentlich nicht thematisiert wurde, gab es angesichts dieses Umstandes bei vielen Parteifunktionären Bedenken über eine mögliche Nachfolge Wallaces im Weißen Haus. Favorit der Parteiführung für den Posten des Vizepräsidenten war Harry S. Truman, ein Senator aus Missouri. Truman gehörte zwar nicht zum engeren Zirkel um den Präsidenten, trug aber innen- wie außenpolitisch die Agenda der Regierung loyal mit. Bekanntheit erlangte er nicht zuletzt durch seine Tätigkeit in einem Senatsausschuss zur Überwachung der Kriegsproduktion, wo er gegen Korruption und Verschwendung vorging. Trotz seiner persönlich guten Beziehung zu seinem bisherigen Stellvertreter war Präsident Roosevelt mit einer Neubesetzung des Amtes durch Senator Truman einverstanden. Auf dem demokratischen Parteitag im Juli 1944 wurde Truman dann bei der entscheidenden Abstimmung mit 1031 Delegiertenstimmen zum Running Mate Roosevelts gewählt. Wallace erhielt lediglich 105 Stimmen. Nach der Wahl wurde er jedoch vom Präsidenten als Handelsminister erneut in die Regierung berufen.

### Republikaner
Republikanische Kandidaten:

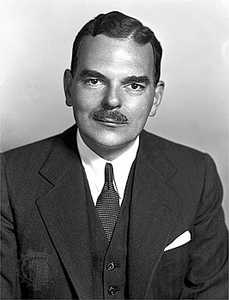
Gouverneur von New York Thomas E. Dewey
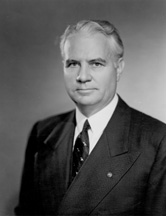
Gouverneur von Ohio John W. Bricker
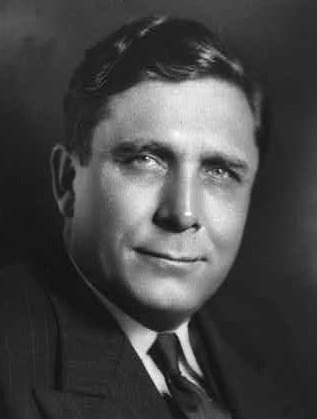
Anwalt Wendell Willkie
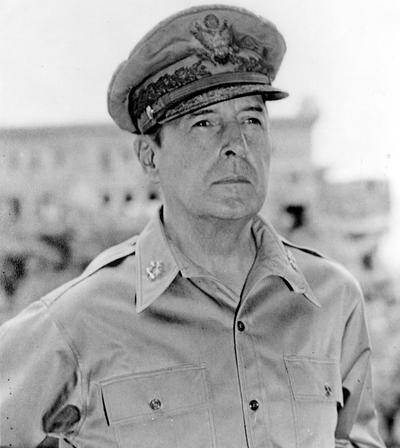
General Douglas MacArthur
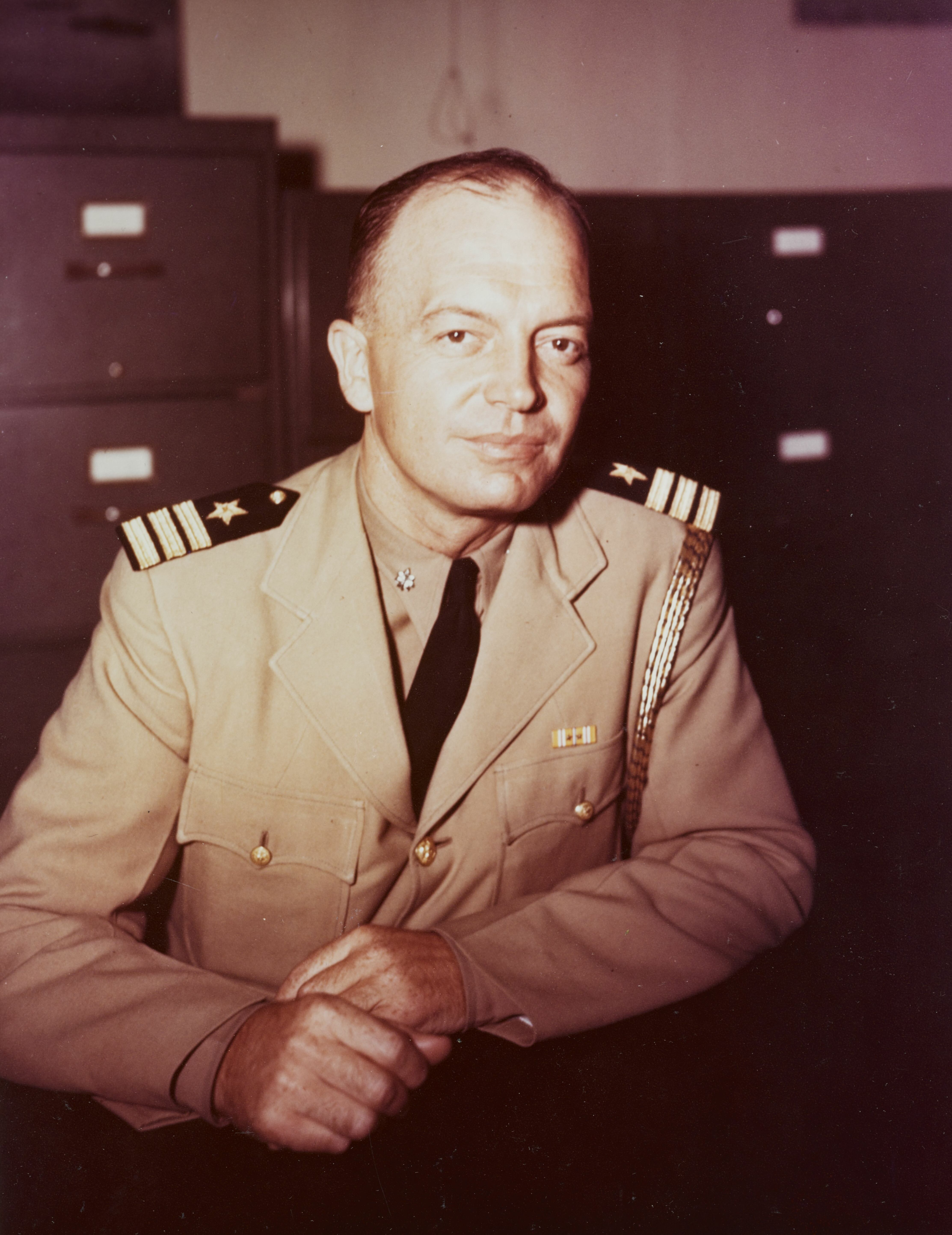
Gouverneur von Minnesota Harold Stassen
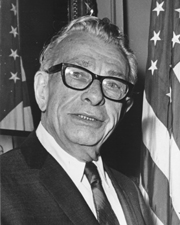
Kongressabgeordneter Everett Dirksen

Die Republikaner starteten mit mehreren als Favoriten gehandelten Kandidaten ins Wahljahr. Zu ihnen gehörte der New Yorker Gouverneur Thomas E. Dewey, sein Kollege aus Ohio John W. Bricker sowie der Anwalt und Geschäftsmann Wendell Willkie, der vier Jahre zuvor überraschend die Nominierung errang, dann aber Roosevelt unterlag. Ein weiterer Bewerber war der bekannte General Douglas MacArthur. Da MacArthur 1944 jedoch Oberkommandierender der US-Streitkräfte im Pazifik war, betrieb er keinen aktiven Wahlkampf. Kaum Chancen wurden unterdessen dem Gouverneur von Minnesota, Harold Stassen, und dem Kongressabgeordneten (und späteren Fraktionsführer im Senat) Everett Dirksen eingeräumt, die beide als zu unerfahren angesehen wurden. Überraschend kam für viele Beobachter der Verzicht des einflussreichen Senators Robert A. Taft, des Anführers des konservativen Parteiflügels. Er unterstützte stattdessen Bricker, der ebenfalls den parteiinternen Konservativen zuzurechnen war. Obwohl 1944 nur eine geringe Zahl an Bundesstaaten Vorwahlen abhielten (die überwältigende Mehrheit der Parteitagsdelegierten wurden durch lokale Parteivorstände bestimmt), wurde die Abstimmung in Wisconsin zu einer Art „Stimmungsbild“ angesehen. Unerwartet schwach schnitt Willkie bei diesem Urnengang ab. Vor allem seine sehr progressiven Ansichten und die Kooperation mit Roosevelt in außenpolitischen Fragen – so unternahm er im Auftrag des Präsidenten seit seiner Niederlage 1940 eine Reihe diplomatischer Missionen – waren bei vielen Republikanern nicht sehr populär. Klarer Gewinner der Abstimmung war trotz seiner geringen politischen Erfahrung Thomas E. Dewey. Bereits 1940 schnitt dieser im Auswahlprozess seiner Partei stark ab, obgleich er zu diesem Zeitpunkt nur Distriktstaatsanwalt in New York war; das Gouverneursamt übernahm er erst Anfang 1943 (1938 scheiterte er bei einem ersten Versuch, zum Gouverneur gewählt zu werden, am beliebten demokratischen Amtsinhaber Herbert H. Lehman äußerst knapp, was ihm landesweite Bekanntheit einbrachte). Dewey stand innerhalb der Partei für moderate bis liberale Positionen; so gelang es ihm als Regierungschef des damals bevölkerungsreichsten Bundesstaates, einen Ausgleich zwischen wirtschaftlichen Interessen, soliden Staatsfinanzen und dem Ausbau des Sozialstaates zu finden.
Auf dem republikanischen Nominierungsparteitag im Sommer 1944 setzte sich Favorit Dewey dann klar durch. Mit 42 Jahren ist er bis heute der jüngste Präsidentschaftsbewerber seiner Partei überhaupt. Um einen innerparteilichen Ausgleich zwischen den beiden großen Flügeln zu finden sowie einer breiten Masse an Wählern Identifikation mit dem republikanischen Gespann zu ermöglichen, wurde der konservative Bricker Vizepräsidentschaftskandidat. Dewey favorisierte als Running Mate ursprünglich seinen Gouverneurskollegen aus Kalifornien, Earl Warren, der ebenfalls dem liberalen Lager angehörte. Letztlich stimmte er aber zur Befriedung der Konservativen Brickers Nominierung zu. Warren wurde dann 1948 Deweys Vizekandidat.

## Wahlkampf

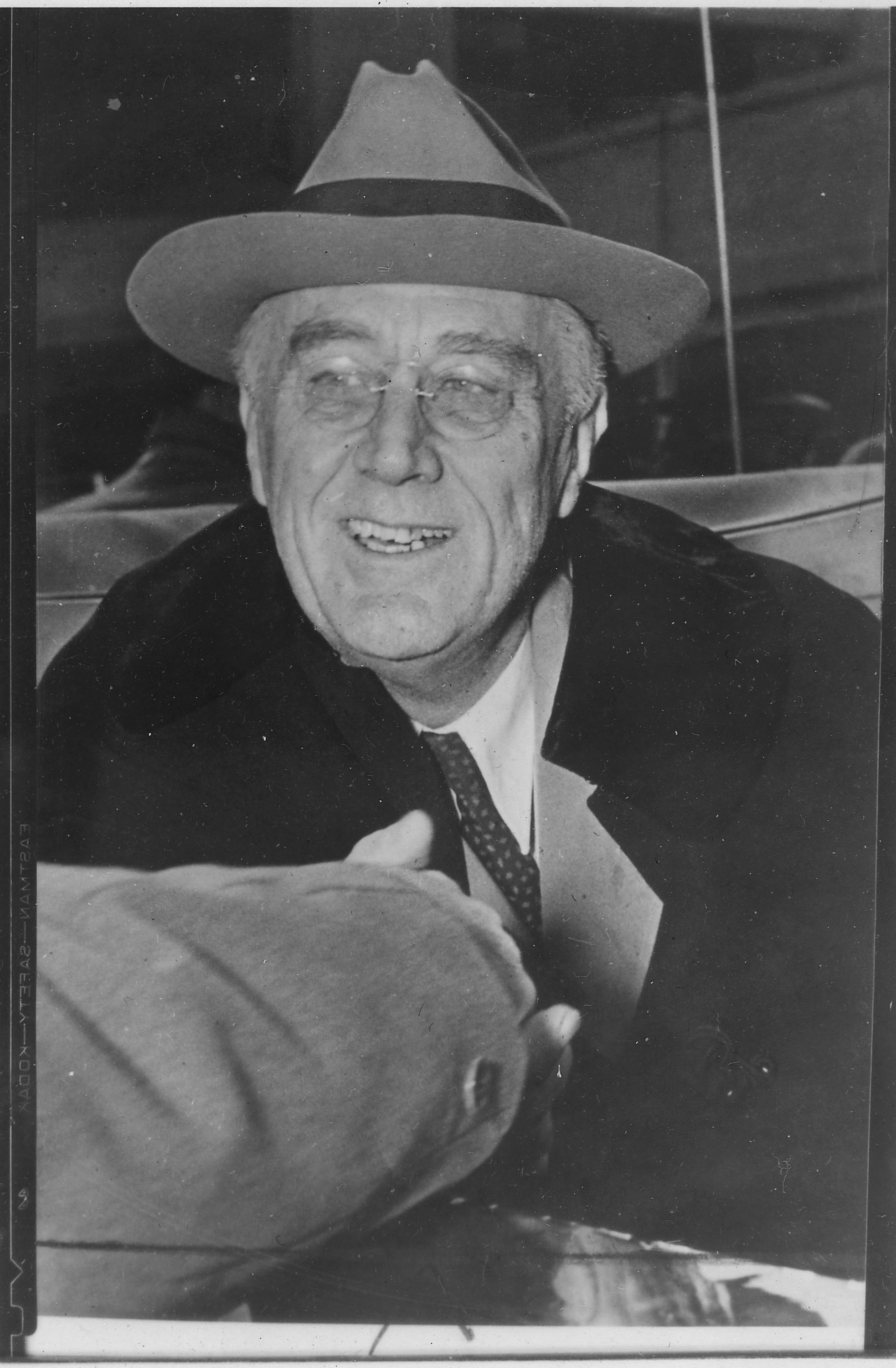
Roosevelt bei einem Wahlkampfauftritt am 27. Oktober 1944

Außenpolitisch gab es wenige Differenzen zwischen den beiden Kontrahenten; Dewey prangerte im Wahlkampf aber die vermeintliche Ineffizienz des New Deal an und forderte mehr wirtschaftliche Deregulierung. Außerdem porträtierte er den Präsidenten als „müden alten Mann“ („tired old man“), der von einem Kabinett voller „müder alter Männer“ umgeben sei. In seiner Nominierungsrede vom Juli 1944 charakterisierte Roosevelt seinen Herausforderer als zu unerfahren und unreif für das Präsidentenamt in diesen kritischen Kriegszeiten. Auch warnte er, die Republikaner würden im Falle eines Triumphes einen Großteil der erfolgreichen New-Deal-Reformen revidieren. Um Gerüchten vorzubeugen, sein Gesundheitszustand habe sich verschlechtert, bestand Roosevelt auf einer energischen Wahlkampagne. So unternahm er ausgedehnte Reisen durchs Land, hielt mehrere Reden und fuhr in offenem Wagen durch die Städte, um Hände zu schütteln. Besonderen Eindruck machte Roosevelts Konter auf den erfundenen Vorwurf der Republikaner, der Präsident habe seinen Hund Fala während einer Truppen-Inspektionsreise auf einer Insel der Aleuten vergessen und einen Zerstörer der United States Navy ausgesandt, um ihn abzuholen, was den Steuerzahler mehrere Millionen Dollar gekostet habe. Roosevelt zog die republikanischen Beschuldigungen bei einem Vortrag am 23. September 1944 durch seine geschickte Rhetorik ins Lächerliche, woraufhin das Publikum in Lachen ausbrach:

“These Republican leaders have not been content with attacks on me, or my wife, or on my sons. No, not content with that, they now include my little dog, Fala. Well, of course, I don't resent attacks, and my family don't resent attacks, but Fala does resent them. You know, Fala is Scotch, and being a Scottie, as soon as he learned that the Republican fiction writers in Congress and out had concocted a story that I'd left him behind on an Aleutian island and had sent a destroyer back to find him—at a cost to the taxpayers of two or three, or eight or twenty million dollars—his Scotch soul was furious. He has not been the same dog since. I am accustomed to hearing malicious falsehoods about myself ... But I think I have a right to resent, to object, to libelous statements about my dog.”

„Diese Führer der Republikaner haben es nicht dabei belassen, mich, meine Frau und meine Söhne anzugreifen. Nein, damit nicht genug, jetzt geht es auch gegen meinen kleinen Hund, Fala. Natürlich nehme ich Angriffe nicht übel, genauso wenig wie meine Familie, aber Fala nimmt sie übel. Sie wissen, Fala ist ein Schotte. Als Fala erfuhr, dass die republikanischen Romanschriftsteller im Kongress und anderswo eine Geschichte zusammengebraut haben, nach der ich ihn auf den Aleuten vergessen und auf Kosten des Steuerzahlers von zwei, oder drei oder acht oder zwanzig Millionen Dollar einen Zerstörer auf die Suche nach ihm geschickt hätte, war seine schottische Seele schwer getroffen. Seitdem ist er nicht mehr derselbe Hund. Ich bin daran gewöhnt, bösartige Lügen über mich zu hören, ich sei alt, wurmstichig oder würde mich als unentbehrlich darstellen. Aber ich denke, ich habe das Recht, mich über verleumderische Behauptungen über meinen Hund zu ärgern und ihnen zu widersprechen.“

## Ergebnis

Ergebnisse nach Countys: Blaue Countys wurden von Roosevelt gewonnen, rot unterlegte von Dewey. Je kräftiger die jeweilige Farbe, desto größer der Vorsprung an Stimmen

Roosevelt führte sämtliche während des Jahres erhobenen Meinungsumfragen konstant an, wenngleich manchmal nur knapp. Die Erfolge der Alliierten auf dem europäischen Kriegsschauplatz verschafften dem Amtsinhaber letztlich aber einen großen Vorteil. Wie erwartet siegte Roosevelt am 7. November 1944 erneut. Trotz leichter Stimmenverluste im Vergleich zur Wahl vier Jahre früher stimmten noch immer 53,4 Prozent der Wähler für ihn; Dewey vereinte 45,9 Prozent der Stimmen auf sich. Roosevelt und Truman siegten in 36 Bundesstaaten, während Dewey und sein Running Mate John W. Bricker nur in zwölf Staaten erfolgreich waren. Wie auch Willkie 1940 waren diese vorwiegend im Mittleren Westen und Teilen Neuenglands. Mit Ausnahme Michigans gewannen die Republikaner alle Staaten von 1940. Zusätzlich errang Dewey Ohio, Wisconsin und Wyoming. Der Bundesstaat New York, in dem beide Kandidaten lebten, fiel jedoch nur knapp an Roosevelt, allerdings nicht so knapp wie bei der vorhergehenden Wahl. Allerdings stimmte Roosevelts Heimatstadt Hyde Park mehrheitlich für Dewey, ebenso wie Dutchess County, in dem beide Bewerber ihren Wohnsitz hatten (das einzige Mal, dass beide Kandidaten aus demselben County stammten). Hochburgen der Demokraten waren die Großstädte und der damals noch demokratisch geprägte Süden der USA (siehe Solid South). Gleichzeitig gewannen die Demokraten bei den parallel stattfindenden Kongresswahlen Mandate hinzu, nachdem infolge der Kongresswahlen 1942 die Mehrheiten der Partei nur noch recht knapp waren.
Das Ergebnis der Präsidentschaftswahl 1944 wies zudem einige Besonderheiten auf: Zum einen ist sie bis heute die letzte, bei der ein Kandidat mehr als 90 Prozent der Stimmen in einem Bundesstaat erhielt. Roosevelt erzielte in Mississippi 94 Prozent der Stimmen. Zum anderen hat mit Ausnahme der erdrutschartigen Wiederwahl Lyndon B. Johnsons im Jahr 1964 kein demokratischer Bewerber Roosevelts Ergebnis beim Stimmenverhältnis (Popular Vote) oder an Wahlmännern übertroffen. Trotzdem erzielte Dewey das beste Ergebnis aller vier republikanischer Gegner Roosevelts. Infolge seiner Zugewinne gehört Roosevelt zu nur drei US-Präsidenten, die mit weniger Stimmen bei den Wählern und im Electoral College unter dem Ergebnis der letzten Wahl blieben, aber dennoch wiedergewählt wurden. Dies war zuvor nur bei James Madison 1812 der Fall sowie später bei Barack Obama im Jahr 2012. Andrew Jackson erhielt 1832 prozentual weniger Stimmen bei der Volkswahl, jedoch mehr Wahlmänner als bei seinem ersten Wahlerfolg 1828. Woodrow Wilson hingegen konnte bei seiner Bestätigung 1916 mehr Stimmen als 1912 erringen, während das Ergebnis im Wahlmännergremium wesentlich knapper ausfiel als vier Jahre zuvor.
| Kandidat               | Partei | Partei                            | Stimmen    | Stimmen | Wahlmänner |
| Kandidat               | Partei | Partei                            | Anzahl     | Prozent | Wahlmänner |
| ---------------------- | ------ | --------------------------------- | ---------- | ------- | ---------- |
| Franklin D. Roosevelt  |        | Demokrat                          | 25.612.916 | 53,4 %  | 432        |
| Thomas E. Dewey        |        | Republikaner                      | 22.017.929 | 45,9 %  | 99         |
| Norman Thomas          |        | Sozialist                         | 79.017     | 0,2 %   | —          |
| Claude Watson          |        | Prohibitionist                    | 74.758     | 0,2 %   | —          |
| Andere / kein Kandidat |        | Texas Regulars / sonstige Stimmen | 192.443    | 0,3 %   | —          |
| Gesamt                 | Gesamt | Gesamt                            | 47.977.063 | 100 %   | 531        |

266 Stimmen waren für die Wahl zum Präsidenten notwendig.

## Nach der Wahl

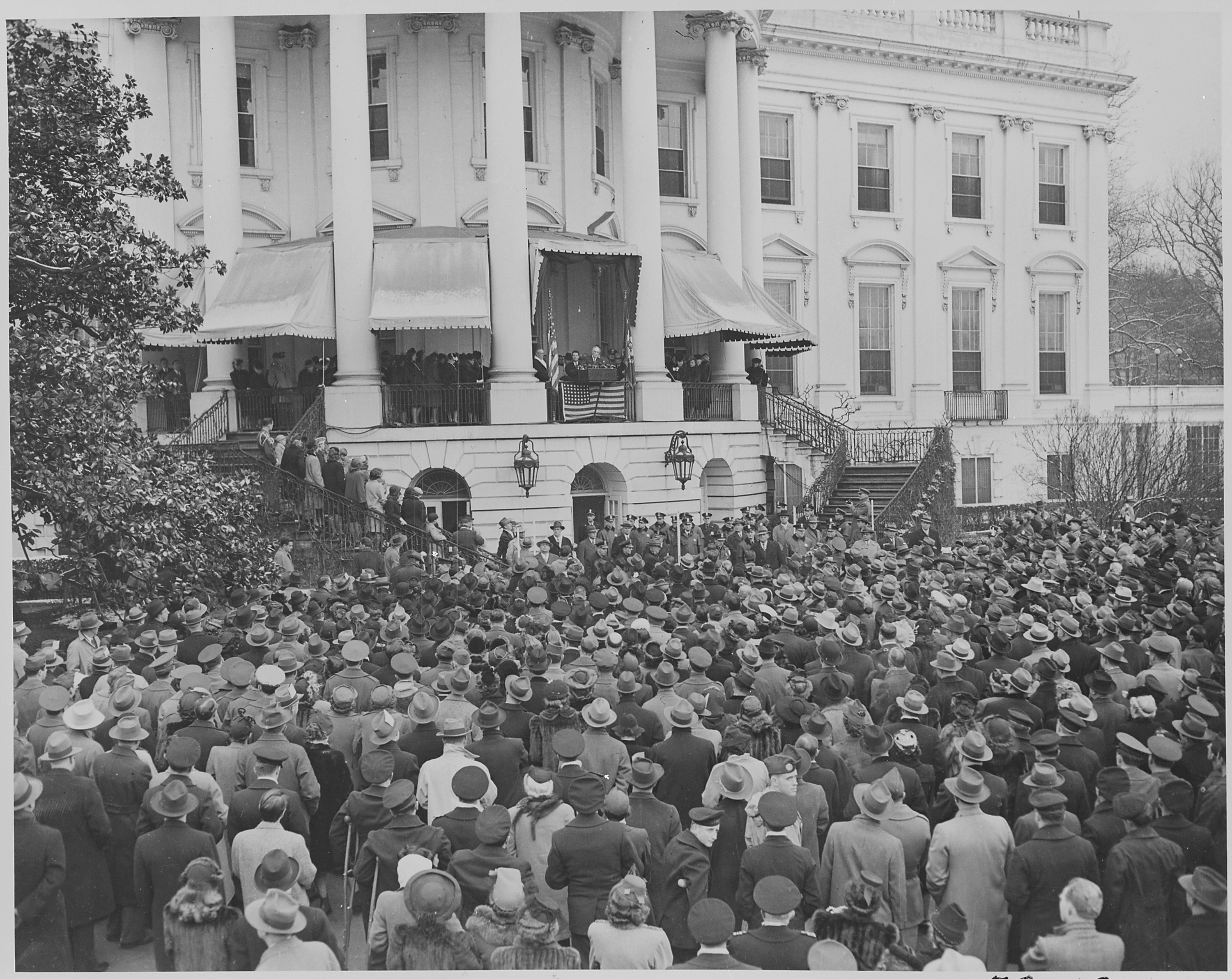
Die Zeremonie zu Roosevelts vierter Amtseinführung vor dem Weißen Haus am 20. Januar 1945

Aufgrund des andauernden Kriegszustandes und Roosevelts angegriffener Gesundheit wurde die vierte Amtseinführung des Präsidenten am 20. Januar 1945 nicht auf den Stufen des Kapitols mit einer großen Feier abgehalten, sondern in einer sehr schlichten Zeremonie auf der Terrasse des Weißen Hauses. Die Ansprache Roosevelts an seine Landsleute dauerte nur rund fünf Minuten.
Roosevelt verstarb knapp drei Monate später im Amt am 12. April 1945, kurz vor Ende des Zweiten Weltkriegs. Ihm folgte Harry S. Truman nach, der nur 82 Tage lang als Vizepräsident amtiert hatte.